# La vera storia della rivoluzione francese
La vera storia della rivoluzione francese (Liberté, égalité, choucroute) è un film del 1985, diretto da Jean Yanne, l'ultimo da lui realizzato.

## Trama
Nell'aprile del 1789, il dispotico califfo di Bagdad è impegnato a far giustiziare i suoi sudditi in tutti i modi. A un certo punto il suo visir gli segnala che a Parigi qualcuno ha inventato un nuovo strumento di morte, la ghigliottina. Il califfo gli ordina di recarsi in Francia, al Salone dell'equipaggiamento del boia (SEB) per acquistare quel macchinario infallibile.
Una volta arrivato, il visir si accorge che la situazione non è più quella di una volta: il popolo, stanco e sfruttato, si organizza: avviene la presa della Bastiglia e la conquista del loro potere. Proprio quando il re e la regina fuggono a Varennes, arriva il seguito del califfo per visionare la ghigliottina. I due cortei si mischiano e la confusione è tale che solo l'intervento di Shahrazād rimette le cose al loro posto, ma al rovescio: il corteo arabo viene scambiato per quello dei reali in fuga, mentre il re e la regina si ritrovano in salvo a Bagdad.

## Distribuzione
In Francia il film uscì il 30 aprile 1985. In Italia ottenne il visto di censura n. 81.598 del 26 giugno 1986 per una lunghezza di 3.940 metri.